# Khantaū
Khantaū är en ort i Kazakstan.   Den ligger i oblystet Zjambyl, i den sydöstra delen av landet, 800 km söder om huvudstaden Astana. Khantaū ligger 548 meter över havet och antalet invånare är 1 403.
Terrängen runt Khantaū är platt åt sydväst, men åt nordost är den kuperad.  Trakten runt Khantaū är nära nog obefolkad, med mindre än två invånare per kvadratkilometer. Trakten runt Khantaū består i huvudsak av gräsmarker.